# 100 Jahre Cranach-Presse
Unter dem Titel 100 Jahre Cranach-Presse. Buchkunst aus Weimar wurde vom 28. März 2013 bis 10. August 2014 im Renaissancesaal der Herzogin Anna Amalia Bibliothek in Weimar eine Ausstellung gezeigt, die sich einer bedeutenden bibliophilen Presse des 20. Jahrhunderts widmete. Die Ausstellung befasste sich nicht nur mit der Produktion der Cranach-Presse selbst, sondern ging auch auf ihre Vorgeschichte, ihre Vorbilder und auf ihr Nachleben ein. Außerdem wurden Vergleichsstücke anderer Pressen und historische Fotografien vorgestellt. Anlass der Ausstellung war die Gründung der Einrichtung durch Harry Graf Kessler im Jahr 1913.

## Besondere Exponate
Zu den bekanntesten Exponaten der Ausstellung zählten die Ausgaben der Eclogen Vergils mit Holzschnitten von Aristide Maillol (erschienen 1926), Shakespeares Hamlet in der Übersetzung von Gerhart Hauptmann mit Holzschnitten von Edward Gordon Craig (erschienen 1929) sowie die Drucke des Hohen Lieds Salomons mit Holzstichen von Eric Gill aus dem Jahr 1931. Einen besonderen Schwerpunkt setzte die Ausstellung durch die erstmals in diesem Umfang gezeigten, zeitgenössischen Dokumentationsfotos Ursula Braunes, die den gesamten Herstellungsprozess der Hamlet-Ausgabe illustrieren.

## Verschiedenes
Die Ausstellung war thematisch eng verknüpft mit der Ausstellung Leidenschaft, Funktion und Schönheit. Henry van de Velde und sein Beitrag zur europäischen Moderne, insofern der Gründer der Cranach-Presse, Harry Graf Kessler, Henry van de Velde freundschaftlich verbunden war und in Kunstfragen im Allgemeinen sowie in der Buchkunst im Besonderen vertrauensvoll mit van de Velde zusammenarbeitete. Außerdem leitete van de Velde während des Ersten Weltkriegs auf Kesslers Bitte die Presse. Verschiedene Texte van de Veldes, wie etwa sein künstlerisches Credo „Amo“, wurden auf der Cranach-Presse gedruckt.

## Ausstellungskatalog
Zu der Ausstellung erschien ein umfangreicher, bebilderter Ausstellungskatalog in zwei Ausgaben (siehe Literatur). Er enthält neben einem Vorwort und einem einführenden Essay, eine mehrseitige Chronik der Presse, 58 bebilderte Katalogbeschreibungen, vier Beispiele für Prospekte der Cranach-Presse, zehn Exkurse zu zentralen Einzelaspekten sowie ein Glossar, das die verwendeten Fachbegriffe erklärt, ein Literaturverzeichnis, Personenregister und eine großformatige Falttafel mit den 60 gezeigten Dokumentationsfotos.